# روبرت إميت
كان روبرت إميت (4 مارس عام 1778- 20 سبتمبر عام 1803) جمهوريًا إيرلنديًا ووطنيًا قوميًا وخطيبًا وقائدًا للمتمردين. قُبِضَ عليه بعد أن قاد تمردًا فاشلًا ضد الحكم البريطاني في عام 1803 ثم حوكم وأُعدم بتهمة الخيانة العظمى للملك البريطاني جورج الثالث ملك بريطانيا العظمى وإيرلندا.
ينحدر إميت من عائلة أنجلوإيرلندية ثرية تنتسب إلى الكنيسة الإيرلندية والبروتستانتية المهيمنة ممن تعاطفوا مع الكاثوليك الإيرلنديين والمعارضين البروتستانت مثل أتباع الكنيسة المشيخية في أولستر ومع نقص تمثيلهم في البرلمان. تعاطفت عائلة إميت مع المستعمرين المتمردين أو «الوطنيين» في الثورة الأمريكية. فشلت جهود إميت في التمرد ضد الحكم البريطاني، ولكن بقيت أفعاله وخطاباته بعد إدانته مصدر إلهامٍ لأبناء وطنه.

## عمله كثوري
انخرط توماس –شقيق روبرت– وبعض أصدقائه في النشاط السياسي عندما كان روبرت في الكلية. أصبح روبرت سكرتيرًا لجمعية الإيرلنديين المتحدين السرية في الكلية، وطُرِد من الكلية في أبريل عام 1798 نتيجةً لذلك. هرب في نفس العام إلى فرنسا لتجنب الاعتقالات البريطانية للقوميين في إيرلندا.
حصل إميت أثناء وجوده في فرنسا على دعم نابليون الذي وعد بتقديم الدعم عند بدء الثورة القادمة، ولكن هذا الدعم الموعود كان موجودًا في خيال إميت فقط، إذ انشغل نابليون بشكل تام في أوائل عام 1798 بتنظيم الغزو الفرنسي لمصر. كان نابليون في تولون في 9 مايو عام 1798، قبل أن يبدأ التمرد الإيرلندي في نفس العام، ومع ذلك لا يوجد أي سجل لسفر إميت إلى تولون لرؤيته.
شارك إميت بعد انتفاضة 1798 في إعادة تنظيم جمعية الإيرلنديين المتحدين المهزومة، ليصدر في أبريل عام 1799 أمرًا بالقبض عليه. هرب إميت حينها آملًا الحصول على مساعدات عسكرية فرنسية، لكن جهوده باءت بالفشل. ركزت دكتاتورية القنصلية الفرنسية على معاهدات السلام الجديدة التي أسفرت عن معاهدة لونيفيل في عام 1801 ومعاهدة آميان (مارس 1802).
عاد إميت إلى إيرلندا في أكتوبر عام 1802، ليبدأ في مارس العام التالي بالاستعداد لانتفاضة أخرى. كانت القنصلية الفرنسية في غضون ذلك متمسكة بهولندا وسويسرا وبيدمونت بطريقة تتعارض مع معاهدة آميان، لتنهي بذلك الحكومة البريطانية المعاهدة في مايو 1803.

## ثورة عام 1803
بدأ إميت بعد عودته إلى إيرلندا في التحضير لتمرد جديد مع زملائه الثوريين توماس راسل وجيمس هوب؛ إذ شرع في صنع الأسلحة والمتفجرات في عدة مبانٍ في دبلن، وقام بتطوير رمح قابل للطي مزود بمفصلة تسمح بإخفائه تحت العباءة. أخفى الثوار استعداداتهم على عكس ما حصل في عام 1798، ولكن أدى انفجار سابق لأوانه قتل رجلًا في أحد مستودعات الأسلحة إلى تقديم تاريخ الانتفاضة قبل إثارة شكوك السلطات.
لم يتمكن إميت من الحصول على مساعدة متمردي مايكل دوير في ويكلاو، وكذلك تراجع العديد من متمردي كيلدير عن المشاركة بسبب قلة الأسلحة النارية الموعودين بها، ومع ذلك، بدأت الانتفاضة في دبلن في مساء يوم 23 يوليو من عام 1803. طُبِعت نحو 10000 نسخة من إعلان «الحكومة المؤقتة»، ولكن أتلفت السلطات معظم تلك النسخ. أثّر ذاك الإعلان على إعلان الجمهورية الإيرلندية عام 1916.
ارتدى إميت زيًا رسميًا من معطف أخضر بنقشات بيضاء وبنطال أبيض مع حذاء عالي وقبعة ذات قرنين مزينة بالريش. سببت الانتفاضة المكونة من200 رجل اضطرابًا كبير في منطقة شارع توماس، بعد الفشل في الاستيلاء على قلعة دبلن ذات الدفاعات الهشة. عندما رأى إميت فارسًا يسُحِبَ من حصانه ويقُطِّع حتى الموت، أنهى الثورة لتجنب المزيد من إراقة الدماء، لكنه كان قد فقد السيطرة حينها على أتباعه. خلال تلك الأحداث، أُوقِفت عربة اللورد كيلواردن -رئيس المحكمة العليا في إيرلندا - لينزل منها مرغمًا ويُطعَن باستخدام رمح ويُترك ليموت، لكنه كان لا يزال على قيد الحياة عندما عثر عليه منقذوه الذين قادوه حينها إلى منزل مراقب حيث توفي بعد ذلك بوقت قصير. كان قد لُعِنَ لكونه المدعي العام في قضية ويليام أور في عام 1797، ولكونه أيضًا القاضي الذي منح حق المثول أمام القضاء لوولف تون في عام 1798. قُتِل أيضًا خلال تلك الأحداث ابن أخ كيلواردن -السيد وولف. استمرت الاشتباكات المتقطعة في الليل إلى أن أخمدتها القوات العسكرية البريطانية في النهاية.

## روابط خارجية
- روبرت إميت على موقع الموسوعة البريطانية (الإنجليزية)